# Чоно (народ)

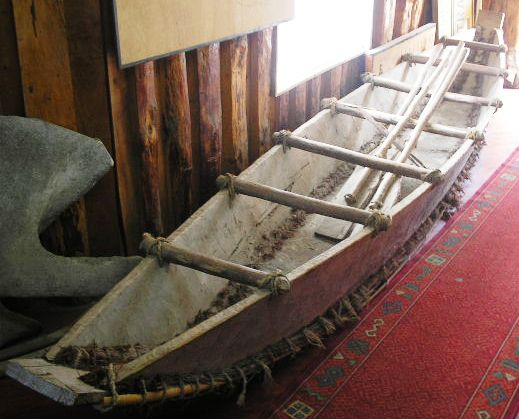
Реконструкція «далки» — типового човна чоно

Тубільні мешканці Чилі

Чоно (ісп. Chono) — вимерла народність південноамериканських індіанців, що мешкали на острові Чилое в чилійському регіоні Лос-Лаґос. Перш за все займалися рибальством, використовуючи сіті та списи, а також вирощували картоплю та інші овочі. Жили як в печерах, так і будівлях, вкритими шкурами. Крім того, розводили собак, а їх шерсть використовували для виготовлення грубої тканини.
Народ чоно практично вимер у 18 столітті, останній відомий чоно помер в 1875 році.

## Господарство
```
Так само як і народ 
кунко
, чоно будували невеликі човни, які вони називали «
далка
». Також вони використовували якорі з дерева і каменів. На цих човнах плавали по місцевих протоках.
```

Чоно проживали в невеликих будовах з колод, покритих шкурами, або в печерах. Об'єднувалися в невеликі племена, хоча основною одиницею їх суспільства була сім'я.
На найбільш архаїчному етапі свого розвитку чоно ще не володіли гончарною справою. Їх раціон складався в основному з різних видів молюсків, риби і м'яса тюленів. Вони виготовляли дерев'яні списи, булави, вудки і риболовні сіті з рослинного волокна. Їх одягом, мабуть, були на стегнах пов'язки з водоростей, а тіло покривали накидками з шкур або шматками тканини з собачої шерсті. Також чоно іноді використовували шапки, розфарбовували особу червоною, чорною і білою фарбою.
З найбільш архаїчних часів у них вже існувала система магічних ритуалів, а небіжчиків вони зазвичай залишали в печерах.

## Мова
Мова чоно, про яку залишилися нечисленні уривчасті свідоцтва, могла бути діалектом мови кавескар алакалуфської сім'ї. Інші дослідники вважають дану мову ізольованою. Мова чоно, можливо, збереглася в місцевих топонімах, які неможливо пояснити з мов народів, що проживають там на даний час.

## Історія
На момент прибуття іспанців суспільство чоно мало кланову структуру. У пошуках харчів вони проходили дуже великі відстані. Після прибуття іспанців єзуїти почали проповідувати серед них християнство і склали катехизис мовою чоно. Колоніальна адміністрація острова призначила правителем чоно і перекладачем Педро Делко, що став представником їх народу перед іспанською короною.
До кінця 18 століття народ чоно практично перестав згадуватися в документах, ймовірно він асимілював з народом чилота. Останні відомі чоно проживали в єзуїтській місії на островах Ґуар і Пулуки, на архіпелазі Кальбуко, а потім були переміщені до архіпелагу Чилое, на острів Кайлін, який в ту пору був відомий як «Межа розповсюдження християнства».
У 2006 році було організовано експедицію, яка вирушила на недосліджені землі півострова Тайтао у пошуках археологічних пам'ятників, а також, можливо, представників народу чоно, які могли сховатися від контакту з європейцями та надовго пережити решту свого народу.